# Robert Müller
Robert Müller (Rosenheim, 25 giugno 1980 – Rosenheim, 21 maggio 2009) è stato un hockeista su ghiaccio tedesco che ricopriva il ruolo di portiere nel Kölner Haie e nella Nazionale di hockey su ghiaccio della Germania.
Ha vinto due volte il campionato nazionale tedesco di hockey su ghiaccio (la Deutsche Eishockey-Liga) con il Krefeld Pinguine nella stagione 2002-2003 e con l'Adler Mannheim in quella 2006-2007.
Cominciò a soffrire di un cancro al cervello, scoperto e rimosso in parte nel 2006, che lo tenne lontano dall'attività agonistica negli ultimi anni. Nel novembre del 2008, tuttavia, tornò a giocare. All'epoca del suo rientro in campo, i medici non gli davano più di sette settimane di vita. L'hockeista, invece, resistette ancora alla malattia, morendo infine all'ospedale di Colonia il 21 maggio 2009.